# 岡田啓介
岡田 啓介（おかだ けいすけ、1868年2月14日〈慶応4年1月21日〉- 1952年〈昭和27年〉10月17日）は、日本の海軍軍人、政治家。最終階級は海軍大将。栄典は正二位勲一等功三級。
田中義一内閣で海軍大臣を務めたのち、齋藤内閣でも海軍長老として海軍大臣を再び拝命して五・一五事件後の騒然とした海軍省部内を収めた。その斎藤内閣が瓦解したあと大命降下を受けて内閣総理大臣に就任、岡田内閣では一時拓務大臣と逓信大臣を兼任している。二・二六事件で反乱軍に襲撃されたが、義弟で秘書官を務めていた松尾伝蔵が身代わりとなり、奇跡的に難を逃れた。
総理退任後も重臣として度々枢機に与ったが、第二次世界大戦中は東条内閣打倒を自らの責務ととらえ倒閣運動を主導した。晩年に口述した『岡田啓介回顧録』はこの動乱の時代を知る上での貴重な史料となっている。

## 生涯

### 生い立ち
1868年（慶応4年）、福井藩士（100石）岡田喜藤太と妻はるの長男として生まれる。1884年（明治17年）9月、旧制福井中学（現：福井県立藤島高等学校）を卒業。翌年1月に上京し、上級学校進学のために須田学舎や共立学校（現：開成中学校・高等学校）などに在籍したが、学資の援助を受けていたことを心苦しく感じ、学費が掛からないところとして師範学校系か陸海軍系学校の受験を決意、陸軍士官学校受験に志望変更した。受験に必須であったドイツ語を学ぶため、当時陸士の予備校であった陸軍有斐学校に入学したが、遠縁の海軍士官に勧められ海軍兵学校に入校した。

### 海軍時代
1889年（明治22年）、海軍兵学校（第15期）を卒業。同期には小栗孝三郎、竹下勇、財部彪、広瀬武夫らがいた。日清戦争に防護巡洋艦「浪速」分隊長として豊島沖海戦、黄海海戦、日露戦争では装甲巡洋艦「春日」副長として日本海海戦、第一次世界大戦では第二水雷戦隊司令官として青島の戦いに従軍した。
1923年（大正12年）に海軍次官、1924年（大正13年）に海軍大将に進級して連合艦隊司令長官となり、1927年（昭和2年）に海軍大臣となる。1932年（昭和7年）に再び海軍大臣に就任。その間、軍事参議官としてロンドン海軍軍縮会議を迎え、「軍拡による米英との戦争は避け、国力の充実に努めるべし」という信念に基づき海軍部内の取りまとめに奔走。条約締結を実現した。

### 首相就任

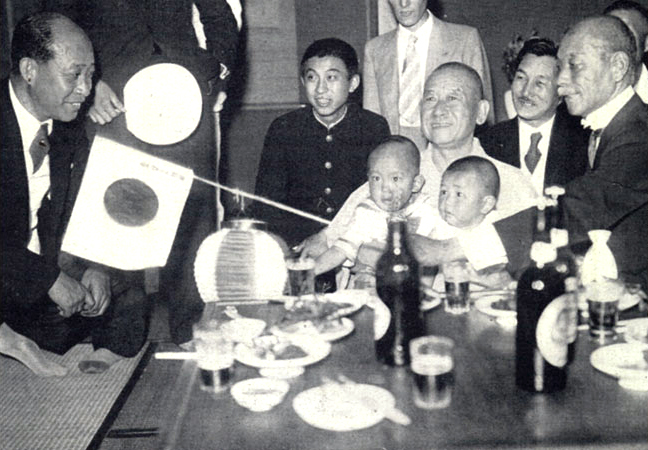
1934年（昭和9年）7月13日、総理就任を祝う家族と

1934年（昭和9年）、元老・西園寺公望の奏請により組閣の大命降下、内閣総理大臣となる。一時、拓務大臣、逓信大臣も兼務した。斎藤実の後継として中間内閣を組織するが、立憲政友会は入閣した高橋是清・床次竹二郎などを除名し、対決姿勢に回ったため、立憲民政党が与党格となる。在任中に天皇機関説をめぐる問題が起こり、岡田内閣は機関説支持とみられたため、岡田内閣倒閣を狙う陸軍の皇道派や、蓑田胸喜など平沼騏一郎周辺の国家主義勢力からも攻撃されることになった。

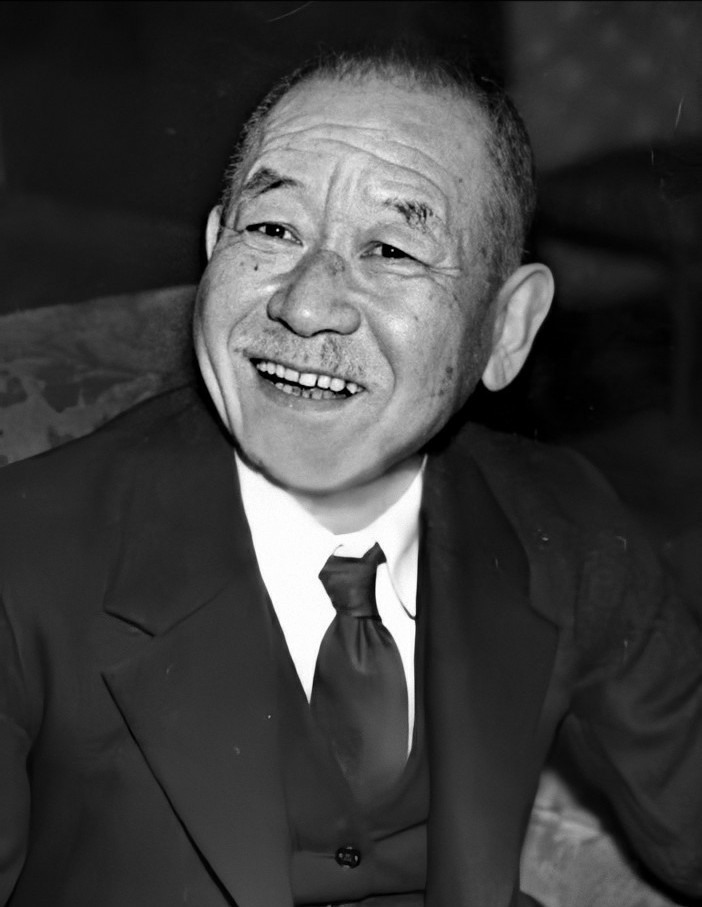
1936年（昭和11年）

岡田は最初と2度目の夫人に先立たれ、このときは独身でしかも生活はきわめて貧しかった。岡田は妹婿・松尾伝蔵大佐と2人で首相官邸に住み込んだ。官邸では自分たちの食事も女中の食事も弁当でまかない、炊事は一切やらなかった。この当時、首相の月給は830円であった。岡田はそのうちの約半分、430円で一切の生活費をまかない、残りは首相の小遣いとなったという。

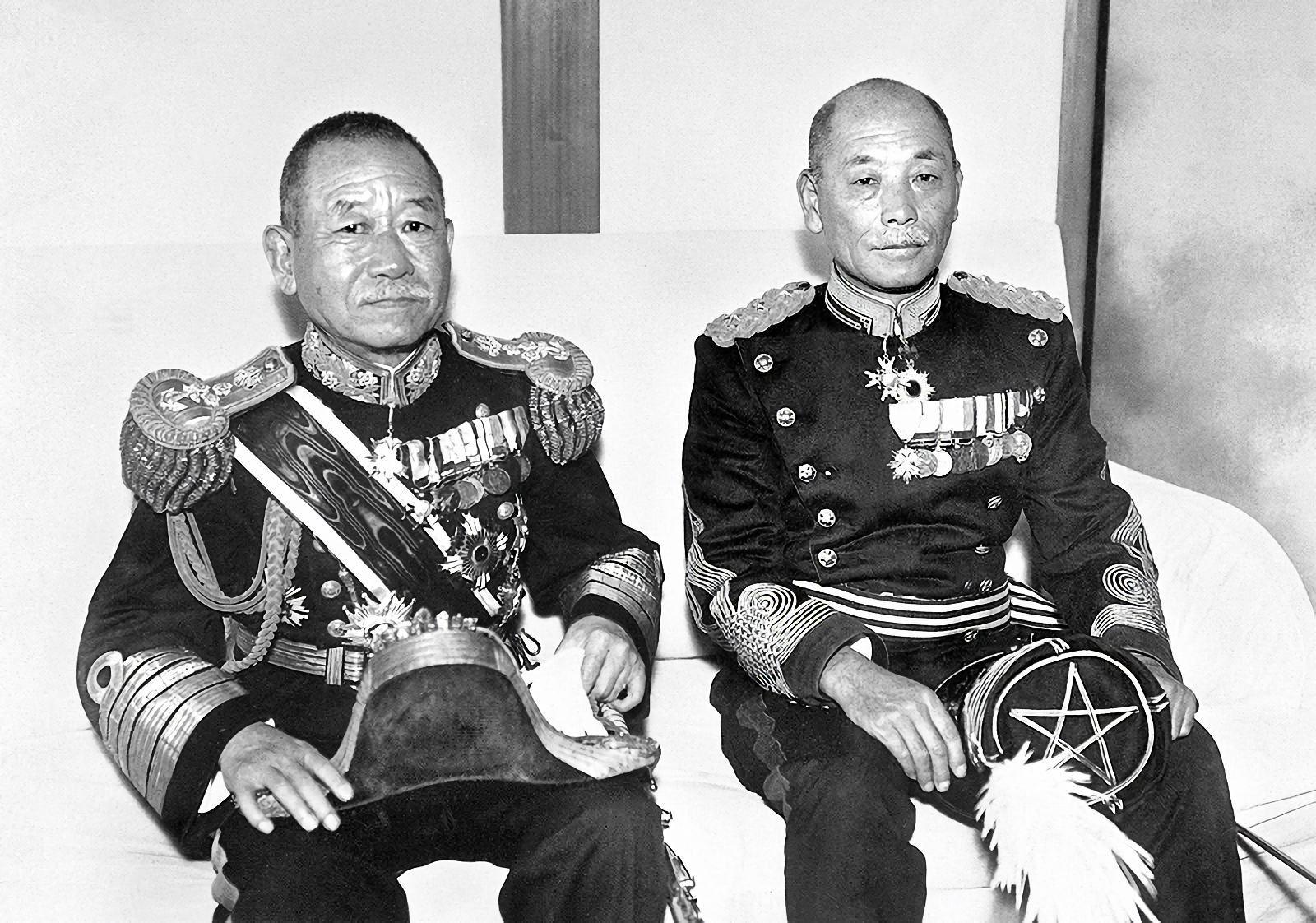
岡田（左）と義弟・松尾伝蔵（右）

岡田は帝国海軍時代、艦隊勤務では最も厳しいといわれる水雷艇乗りだった。海軍水雷学校校長も務めている。だからこそ耐えられた官邸生活だった。岡田は前任の斎藤実にくらべ政治力は弱く、古巣の海軍内でも強硬派を押さえきれず、ロンドン・ワシントン両海軍軍縮条約離脱に追い込まれた。それでも、軍部や右翼革新派は岡田政権には斎藤の息がかかっているとみて、ことごとに揺さぶりをかけ、岡田内閣は苦境にたたされる。

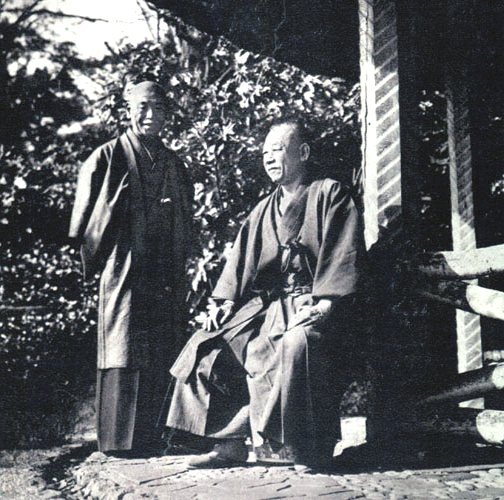
松尾伝蔵（左）と岡田（右）

粘りが信条の斎藤に対して、岡田はおとぼけが得意だった。天皇機関説を問題視した右派は、議会で岡田を攻撃した。「日本の国体をどう考えるか」と聞かれると、「憲法第1条に明らかであります」と繰り返した。「憲法第1条には何と書いてあるか」と聞かれると「それは第1条に書いてある通りであります」と、人を食った答弁で切り抜けた。岡田は、そのしたたかさから「狸」とあだ名された。吉田茂は岡田を「国を想う大狸」と評している。
1936年（昭和11年）1月21日に野党・政友会が内閣不信任案を提出、これに対し岡田は解散総選挙を実施。2月20日に行われた第19回総選挙において与党の民政党が逆転第一党となり、政友会は党首鈴木喜三郎が落選するなどの大打撃を受けた。その6日後、岡田は二・二六事件で襲撃を受ける。

### 二・二六事件

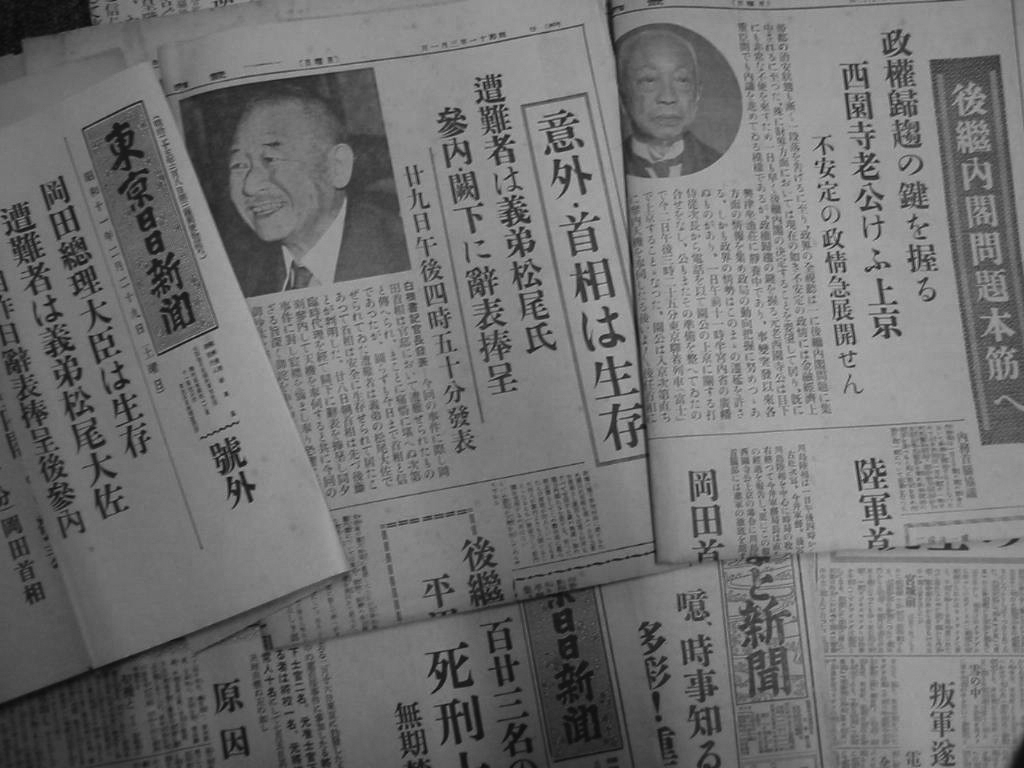
二・二六事件を報道する新聞各社の号外

二・二六事件初日、反乱軍は岡田の殺害を狙って首相官邸を襲撃した。反乱軍は岡田を殺害したと誤認したが、実際に殺害されたのは岡田の義弟で秘書官を務めていた松尾伝蔵であり、岡田は首相官邸の中で女中部屋にかくまわれていた。
岡田の生存を察知した秘書官の福田耕・迫水久常（岡田の女婿）は憲兵曹長の小坂慶助らと提携し、首相官邸を占拠する反乱軍の監視の下、首相官邸への弔問が許可された際、弔問客の出入りに紛れて岡田を救出する作戦を立て、これが成功して岡田は首相官邸からの脱出に成功した。
二・二六事件で前任の斎藤、片腕と頼む蔵相・高橋是清、義弟の松尾を失い、岡田の受けた精神的ショックは大きかった。当時の状況から見て岡田に責任がまったく無い事は明白であったが、頼りとしていた蔵相と身内を一挙に失った事に対し、強い自責の念に駆られていた。事件後、昭和天皇に拝謁したとき、岡田のあまりの傷心振りを見た天皇は、岡田が自決するのではないかと深く危惧したといわれている。1936年（昭和11年）3月9日、岡田内閣は総辞職した。

### 終戦工作

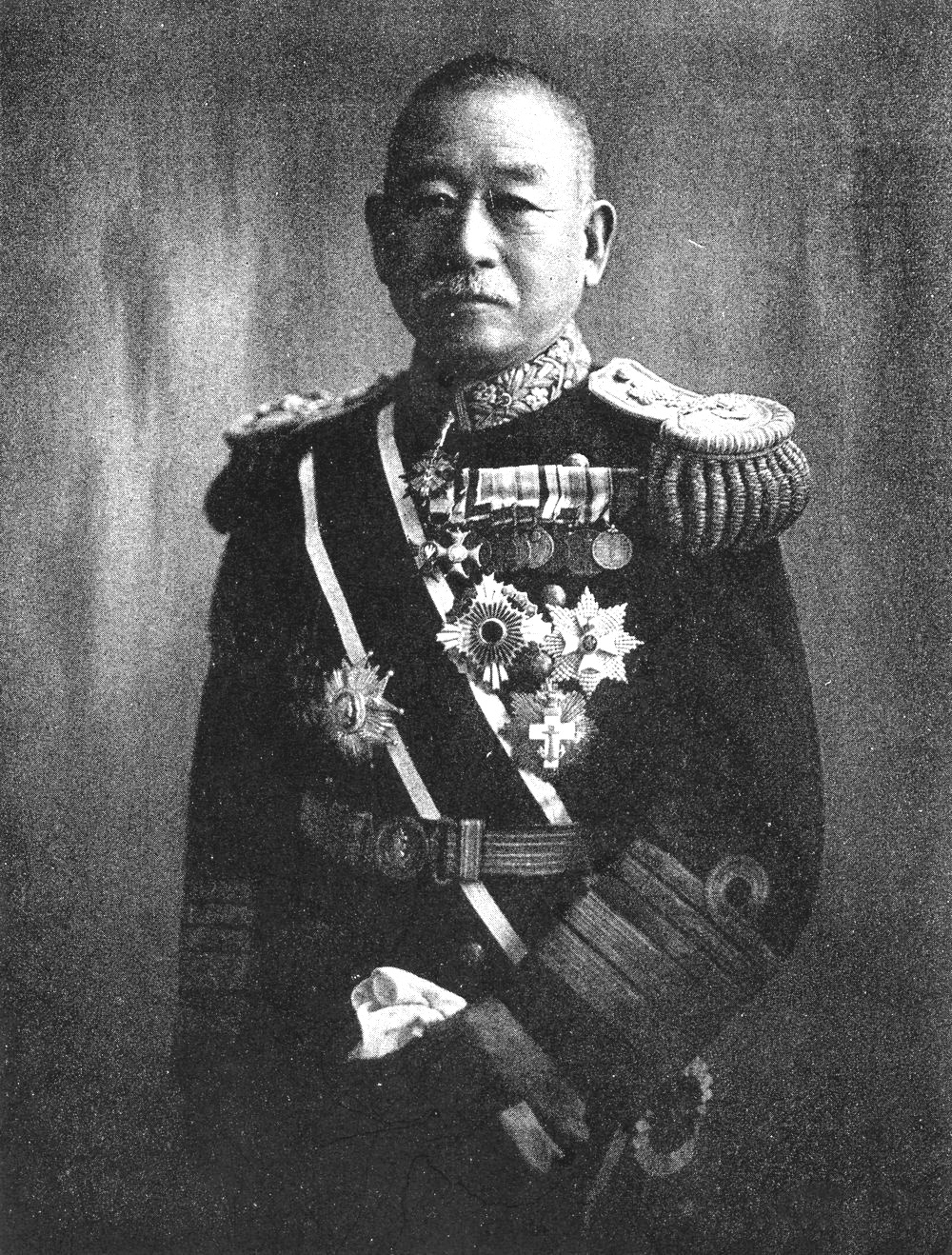
重臣時代の岡田

その後の岡田は、二・二六事件の痛手から立ち直り、自国の破滅を意味するアメリカとの戦争を避けるために当時、生存していた海軍軍人では最長老となる自分の立場を使い、海軍の後輩たちを動かそうとしたが、皇族軍人である伏見宮博恭王の威光もあって思うように行かなかった。1940年（昭和15年）以降は重臣会議のメンバーとして首相奏薦に当たっている。
開戦後の岡田は、
- 大本営参謀の長男・岡田貞外茂
- 大蔵省総務局長で女婿の迫水久常
- 参謀本部部員で松尾伝蔵の女婿の瀬島龍三

の3名と、岡田宅で月に1回ほど会食するのを例として、他の重臣に比して戦況の推移の情報を常に得ていた。
1943年（昭和18年）の正月には、ミッドウェーの敗退とガダルカナルの戦いの消耗戦での兵力のすり潰しで最早太平洋戦争に勝ち目はないと見て、和平派の重臣たちと連絡を取り、当時の東條内閣打倒の運動を行う。若槻禮次郎、近衛文麿、米内光政、またかつては政治的に対立していた平沼騏一郎といった重臣達が岡田を中心に反東條で提携しはじめる。
東條内閣倒閣の流れはマリアナ沖海戦の大敗により決定的となった。岡田は不評だった海軍大臣・嶋田繁太郎の責任を追及、その辞任を要求、東條内閣の切り崩しを狙う。東條英機は岡田を首相官邸に呼び出し、内閣批判を自重するように要求したが岡田は激しく反論し、東條は逮捕拘禁も辞さないという態度に出たが、岡田はびくともしなかった。岡田は宮中や閣内にも倒閣工作を展開、まもなくサイパンも陥落し、東條内閣は総辞職を余儀なくされた。東條内閣倒閣の最大の功績は岡田にあるといってよい。さらにその直後、現役を退いていた和平派の米内光政を現役に戻し小磯内閣の海軍大臣として政治の表舞台に復活させ、終戦への地ならしを行った。一方で1944年（昭和19年）12月26日には息子の貞外茂がマニラの戦いで戦死している。
1945年（昭和20年）2月、天皇は重臣をふたりずつ呼んで意見を聞いた。岡田は「終戦を考えねばならない段階」であると明言、「ただ、きっかけがむつかしい」とも述べた。後に昭和天皇は『昭和天皇独白録』の中で岡田と元内大臣・牧野伸顕の意見が最も穏当だったと回想している。
小磯内閣退陣ののちは鈴木貫太郎を首班に推挙、迫水久常を内閣書記官長の職に推し、和平に全力を尽くすことになる。鈴木と岡田の関係は常に密接で、鈴木内閣の和平工作には常に岡田の考えの支えがあったといわれ、「鈴木内閣は岡田内閣」と新聞が書いたほどだった。岡田はポツダム宣言受諾決定の御前会議の模様を迫水から聞いて、「私には陛下の苦しいお気持ちが手に取るようにわかる。鈴木だから陛下に御聖断を頼むことができた。他の人ではできなかった」と涙をこぼし、迫水に「私たち軍人が降伏を決意する気持ちは、お前のような軍人でない人間には決してわからないことなのだぞ」と叱るような口調で諭したという。

### 戦後
戦後、岡田は相変わらず質素な生活を続け、むしろ戦前より戦後の方が貧乏だったという。昭和21年（1946年）12月中旬に次男の貞寛が戦地から帰還した際、父として我が子に会った岡田は「貴様、よく帰ったなあ。まあ飲め」と言っただけで、貞寛がアメリカ軍の捕虜になっていたことには一言も触れなかった。
昭和22年（1947年）1月15日、数えで80歳の誕生日に岡田は宮中から「80歳の高齢につき、特に宮中杖差し許さる」という御沙汰書と金一封が届けられた。
極東国際軍事裁判で主席検察官を務めたジョセフ・キーナンは岡田と米内光政、若槻禮次郎、宇垣一成の4人を「戦前日本を代表する平和主義者」と呼び、彼らをホームパーティーに招待して歓待している。
公職追放を経て、1952年（昭和27年）3月4日追放解除。同年4月28日、サンフランシスコ平和条約が発効しGHQによる占領が終わった。岡田は日本の主権回復を見届け、同年10月17日に死去。享年84。世田谷区若林町の岡田邸には、天皇、皇后からの弔問使（柩前使）として侍従の入江相政が遣わされ焼香、祭粢料、供物、花を賜った。
戒名の「真光院殿仁誉義岳啓道大居士」は二・二六事件の時につけられたものだった。墓所は多磨霊園。

## 人物
- 岡田には軍人らしい英雄譚が皆無であり、晩年に口述した『岡田啓介回顧録』にも軍人の伝記にありがちな豪快なエピソードはない。しかしこのことは岡田が豪傑を気取ったりすることのない常識人であったことを強く示唆している。
- 海軍少尉のころ軍楽隊の分隊長に配属された岡田は艦隊勤務から外されたのが不満で訓練に出ずに昼寝ばかりしていた。見かねて訓練に出ることを進言してきた楽長に「音楽なんておもしろくないから出ないのだ」と言うと楽長は「おもしろくないのは音楽が分からないからです。私が分かるようにしてあげます」と毎日部屋に来て音楽について面白く話をしたり、訓練に連れ出して演奏を聴かせたりした。岡田はその時のことを「なかなか偉い楽長だったよ、上官にむかってそういうことはちょっと言いにくいものだ」そして「そうやって聞いているうちに、まんざらおもしろくないこともないようになった。のちわたしが首相になったとき、食事の席上、演奏を聞きながら音楽の話をしたので、みんなびっくりして、音楽のことも知っているのですか、といっていたがこういうことがあったせいだ」と語っている。
- 岡田と親しかった[9]藤田尚徳（海兵29期、海軍大将）によると、井出謙治（海兵16期、海軍大将）と並び、岡田は海軍きっての記憶力を持つことで知られていた[10]。岡田はメモを一切取らずに、複雑なデータや文書の所在を正確に記憶していた[9]。岡田の卓越した記憶力を、藤田は「一種の天才であったと思う。」と評している。
- 人情肌なところもあり、戦後二・二六事件を巡る座談会に出席した際には、自身を襲撃した青年将校たちの心情に同情的な発言もしている。
- 従軍した青島の戦いでは、麾下の巡洋艦「高千穂」を撃沈される被害があった。岡田は後に沈没場所に赴き、戦死者の追悼法要を行っている。
- 私腹を肥やすようなことは全く無く、生涯を清貧で通した。総理大臣就任の日に組閣費用が底を突いてしまい、官邸に集まった番記者たちに振舞う恒例の酒が買えず「これで君たちの好きな酒を冷やしてくれ」と氷だけを配ったという逸話がある。親任式の際に着用したシルクハットも女婿・迫水久常からの借り物で、晴れ着や余所行きの洋服もほとんど持っていないほどの貧乏だった。実際、今日に残る岡田の写真はそのほとんどが海軍の軍服か日常の着物を着たもので、洋服を着たものはほとんどない。
- 岡田は海軍の大物の例に洩れず、無類の酒好きで有名だった。自宅を訪問する客にも金が許す限りいつも酒でもてなしていた。

### 家族
- 先妻：ふさ - 旧姓・川住。旗本の家の次女。1男2女を産んだ後、1910年（明治43年）に死別。夏目漱石の妻・夏目鏡子とは従姉妹。
- 後妻：郁 - 薩摩藩士・迫水久中の三女で、迫水久常の叔母。1男2女を産む。
- 長男：貞外茂 - 海兵55期を次席で卒業した後、海軍中佐・大本営参謀。視察先のフィリピンで搭乗機事故により戦死（一階級特進により最終階級は大佐）。
- 長女：田鶴 - 15歳で早世
- 次女：万亀 - 迫水久常夫人
- 三女：喜美子 - 鈴木英夫人
- 次男：貞寛 - 海軍主計少佐。戦後すぐのフィリピンで残留日本兵への投降説得にあたった[11]。回想記『父と私の二・二六事件』がある。
- 四女：不二子 - 早世

### 人脈
- 迫水久常は女婿。二・二六事件では首相秘書官として岡田の救出にあたった。終戦時には鈴木貫太郎内閣で内閣書記官長を務めた。戦後は参議院議員として、経済企画庁長官や郵政大臣を歴任した。回想記『機関銃下の首相官邸』がある。

- 丹生誠忠は迫水久常の従弟。歩兵中尉。二・二六事件での指導的役割が軍法会議で問われ刑死した。

- 松尾新一は松尾伝蔵の長男。二・二六事件の前年まで二・二六事件に加わった麻布第三連隊の中隊長だった。その妻は迫水久常の妹である。

- 瀬島龍三は松尾伝蔵の女婿。1941年（昭和16年）7月から1945年（昭和20年）7月まで、太平洋戦争のほとんどの期間を、大本営陸軍部参謀（参謀本部作戦課員）として勤務した。

- 二・二六事件で暗殺された高橋是清は、若き日は共立学校の英語教員を務めており、岡田の恩師でもあった。

## 年譜
- 1889年（明治22年）4月20日 - 海軍兵学校卒業（15期）
- 1890年（明治23年）7月9日 - 海軍少尉任官
- 1892年（明治25年）12月21日 - 海軍大学校丙号学生
- 1894年（明治27年）12月9日 - 海軍大尉進級
- 1898年（明治31年）4月29日 - 海大乙種学生
- 1899年（明治32年）
  - 3月22日 - 海大甲種学生
  - 9月29日 - 海軍少佐進級
- 1901年（明治35年）6月7日 - 海軍大学校教官
- 1904年（明治38年）7月13日 - 海軍中佐進級
- 1906年（明治40年）5月11日 - 海軍水雷学校教官
- 1908年（明治42年）9月25日 - 海軍大佐進級、海軍水雷学校校長
- 1910年（明治44年）7月25日 - 装甲巡洋艦「春日」艦長
- 1912年（大正元年）12月1日 - 戦艦「鹿島」艦長
- 1913年（大正2年）12月1日 - 海軍少将進級
- 1915年（大正4年）12月13日 - 海軍省人事局長
- 1917年（大正6年）12月1日 - 海軍中将進級
- 1920年（大正9年）10月1日 - 艦政本部長
- 1923年（大正12年）5月25日 - 海軍次官
- 1924年（大正13年）
  - 6月11日 - 海軍大将進級、軍事参議官
  - 12月1日 - 第一艦隊司令長官兼連合艦隊司令長官
- 1926年（大正15年）12月10日 - 横須賀鎮守府司令長官
- 1927年（昭和2年）4月20日 - 海軍大臣
- 1929年（昭和4年）7月2日 - 軍事参議官
- 1932年（昭和7年）5月26日 - 海軍大臣
- 1933年（昭和8年）1月21日 - 後備役編入
- 1934年（昭和9年）7月8日 - 内閣総理大臣、拓務大臣を兼務（〜10月24日）
- 1935年（昭和10年）9月9日 - 逓信大臣を兼務（〜9月12日）
- 1936年（昭和11年）3月9日 - 内閣総辞職
- 1938年（昭和13年）1月21日 - 退役

## 栄典
位階
- 1891年（明治24年）12月14日 - 正八位[12]
- 1894年（明治27年）12月28日 - 従七位[13]
- 1898年（明治31年）3月8日 - 正七位[14]
- 1899年（明治32年）11月2日 - 従六位[15]
- 1904年（明治37年）8月30日 - 正六位[16]
- 1908年（明治41年）12月11日 - 従五位[17]
- 1914年（大正3年）1月30日 - 正五位[18]
- 1917年（大正6年）12月28日 - 従四位[19]
- 1923年（大正12年）2月10日 - 正四位[20]
- 1925年（大正14年）2月28日 - 従三位[21]
- 1927年（昭和2年）12月15日 - 正三位[22]
- 1952年（昭和27年）10月17日 - 正二位

勲章など
| 受章年                     | 略綬 | 勲章名                   | 備考 |
| -------------------------- | ---- | ------------------------ | ---- |
| 1895年（明治28年）11月18日 |      | 勲六等瑞宝章             |      |
| 1895年（明治28年）11月18日 |      | 功五級金鵄勲章           |      |
| 1895年（明治28年）11月18日 |      | 明治二十七八年従軍記章   |      |
| 1901年（明治34年）5月31日  |      | 勲五等瑞宝章             |      |
| 1902年（明治35年）5月10日  |      | 明治三十三年従軍記章     |      |
| 1905年（明治38年）5月30日  |      | 勲四等瑞宝章             |      |
| 1906年（明治39年）4月1日   |      | 功四級金鵄勲章           |      |
| 1906年（明治39年）4月1日   |      | 勲三等旭日中綬章         |      |
| 1906年（明治39年）4月1日   |      | 明治三十七八年従軍記章   |      |
| 1915年（大正4年）11月1日   |      | 勲二等瑞宝章             |      |
| 1915年（大正4年）11月7日   |      | 功三級金鵄勲章           |      |
| 1915年（大正4年）11月7日   |      | 旭日重光章               |      |
| 1915年（大正4年）11月7日   |      | 大正三四年従軍記章       |      |
| 1920年（大正9年）11月1日   |      | 勲一等旭日大綬章         |      |
| 1930年（昭和5年）12月5日   |      | 帝都復興記念章           |      |
| 1933年（昭和8年）1月21日   |      | 旭日桐花大綬章           |      |
| 1940年（昭和15年）8月15日  |      | 紀元二千六百年祝典記念章 |      |

外国勲章佩用允許
| 受章年                   | 国籍             | 略綬 | 勲章名                               | 備考 |
| ------------------------ | ---------------- | ---- | ------------------------------------ | ---- |
| 1928年（昭和3年）5月29日 | ポーランド共和国 |      | ヴィルッチミリタリー勲章シュヴァリエ |      |
| 1930年（昭和5年）1月28日 | イギリス帝国     |      | ヴィクトリア勲章ナイトグランドクロス |      |
| 1930年（昭和5年）3月4日  | スペイン王国     |      | 海軍有功白色第四級勲章               |      |
| 1933年（昭和8年）5月30日 | フランス共和国   |      | レジオンドヌール勲章グラントフィシエ |      |

## 著作
- 『岡田啓介回顧録』毎日新聞社、1950年12月。 NCID BN03308143。全国書誌番号:51000344。
  - 今井清一 編「岡田啓介回顧録」『昭和の動乱』筑摩書房〈現代日本記録全集 20〉、1969年8月。 NCID BN02337372。全国書誌番号:73001117。
  - 岡田貞寛 編『岡田啓介回顧録』毎日新聞社、1977年12月。 NCID BN00367237。全国書誌番号:78003588。
  - 岡田貞寛 編『岡田啓介回顧録』中央公論社〈中公文庫〉、1987年4月。ISBN 9784122014145。 NCID BN02452993。全国書誌番号:87035439。
  - 岡田貞寛 編『岡田啓介回顧録』（改版）中央公論社〈中公文庫〉、2001年9月。ISBN 9784122038998。 NCID BA53933625。全国書誌番号:20222068。
  - 岡田貞寛 編『岡田啓介回顧録』（改版）中央公論社〈中公文庫〉、2015年2月。ISBN 9784122060746。 NCID BB18184651。全国書誌番号:22549243。

## 伝記
- 豊田穣『最後の重臣岡田啓介 終戦和平に尽瘁した影の仕掛人の生涯』光人社、1994年5月。ISBN 9784769806745。
- 仙石進『巨木は揺れた 岡田啓介の生涯』近代文芸社、1994年9月。ISBN 9784773332551。
- 上坂紀夫『宰相岡田啓介の生涯 2・26事件から終戦工作』東京新聞出版局、2001年2月。ISBN 9784808307301。
- 岡田貞寛『父と私の二・二六事件』講談社、1989年2月。ISBN 9784062042697。
  - 岡田貞寛『父と私の二・二六事件 昭和史最大のクーデターの真相』光人社〈光人社NF文庫〉、1998年2月。ISBN 9784769821861。
- 山田邦紀『岡田啓介 開戦に抗し、終戦を実現させた海軍大将のリアリズム』現代書館、2018年7月。ISBN 9784768458365。

## 関連作品
映画
- 重臣と青年将校 陸海軍流血史（1958年、演：山田長正）
- 二・二六事件 脱出（1962年、演：柳永二郎）
- 激動の昭和史 軍閥（1970年、演：落合義雄）
- 226（1989年、演：有川正治）
- 日本のいちばん長い日（2015年、演：吉澤健）

テレビドラマ
- 燃えよ!ダルマ大臣 高橋是清伝（1976年、フジテレビ、演：若宮大祐）
- 熱い嵐（1979年、TBS、演：巌金四郎）
- 山河燃ゆ（1984年、NHK大河ドラマ、演：築地博）
- そして戦争が終った（1985年、TBS、演：久米明）
- 落日燃ゆ（2009年、テレビ朝日、演：窪田弘和）